# 山田創一
山田 創一（やまだ そういち、1960年- ）は、日本の民法学者、弁護士。専修大学法科大学院教授。法学修士（中央大学、1990年）。専門は民法。指導教授は白羽祐三。

## 略歴
- 1960年　山梨県に生まれる
- 1983年　中央大学法学部卒業
- 1986年　中央大学大学院法学研究科博士課程前期修了
- 1990年　中央大学大学院法学研究科博士課程後期退学
- 山梨学院大学法学部助教授などを経て、現職。

## 主な著書
- 『ハイブリッド民法(1)民法総則』（共著、法律文化社）
- 『民法総則講義』（共著、駿河台出版社）
- 『物権法講義』（共著、駿河台出版社）
- 『債権総論講義』（共著、駿河台出版社）
- 『概要債権各論Ⅰ』（共著、青林書院）